# Station Arlanda Centraal
Arlanda Centraal (Zweeds: Arlanda centralstation) is een spoorwegstation onder de luchthaven Stockholm-Arlanda in de gemeente Sigtuna in Zweden. Arlanda Centraal is een van de drie treinstations op de luchthaven en wordt bediend door SJ, VY en de pendeltåg.

## Geschiedenis
Het station opende in 2000 een jaar na de opening van de Arlandabanan. Het werd oorspronkelijk alleen gebruikt door langeafstandstreinen, voornamelijk SJ's treinen naar Dalarna en Gävle. De pendeltåg begon op 9 december 2012 via Arlanda en Knivsta te rijden tussen Stockholm en Uppsala en verving daarmee Upptåget, het vervoersbedrijf van de provincie Uppsala. Het duurt met de pendeltåg 36 minuten Arlanda C naar Stockholm City en 20 minuten van Arlanda C naar Uppsala C. Omdat het  station eigendom is van A-Train en niet van de Zweedse spoorbeheerder, moet een gebruiksvergoeding worden betaald die is gebaseerd op het aantal in- en uitstappers. 

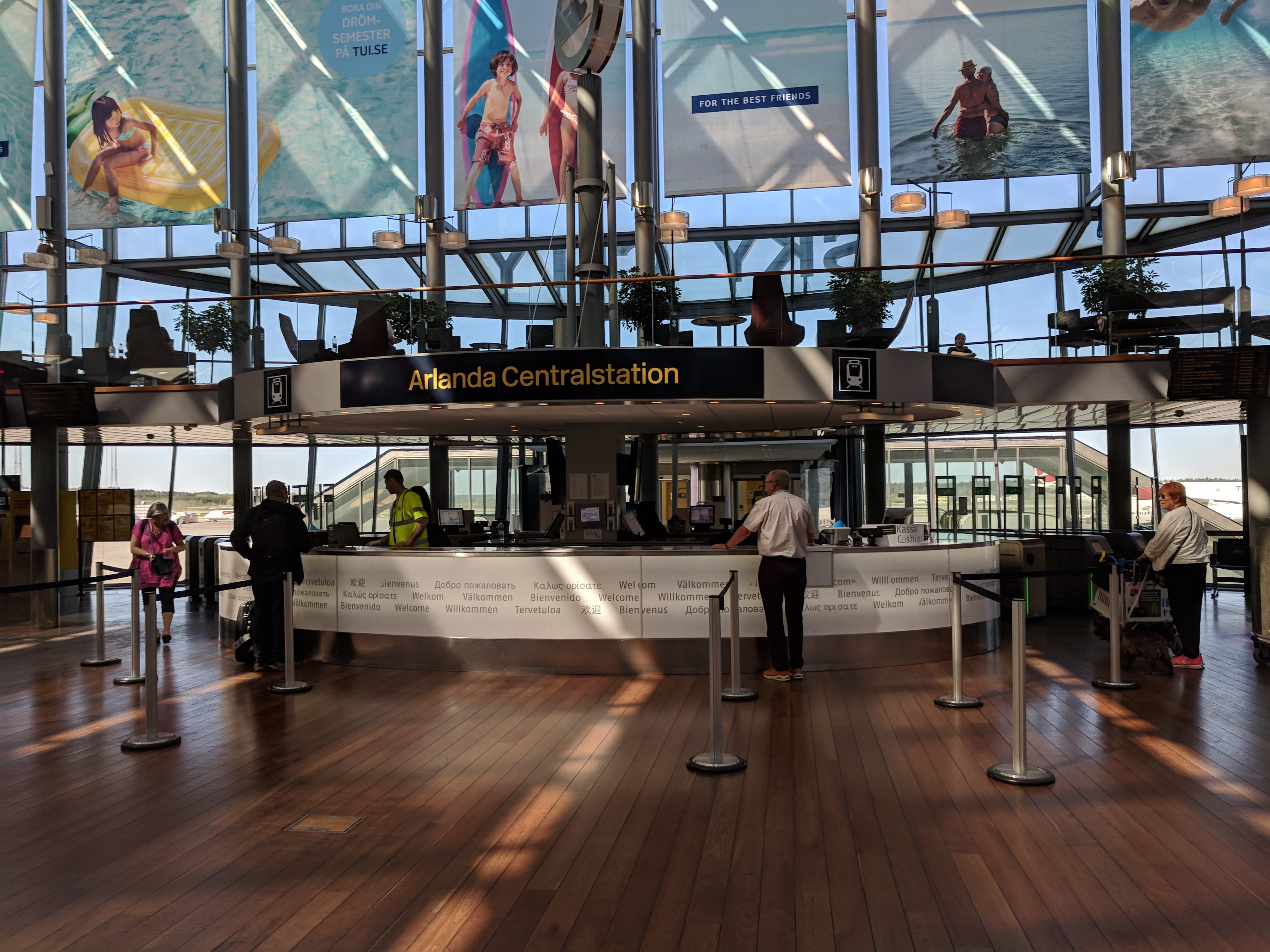
De ingang met kaartverkoop.
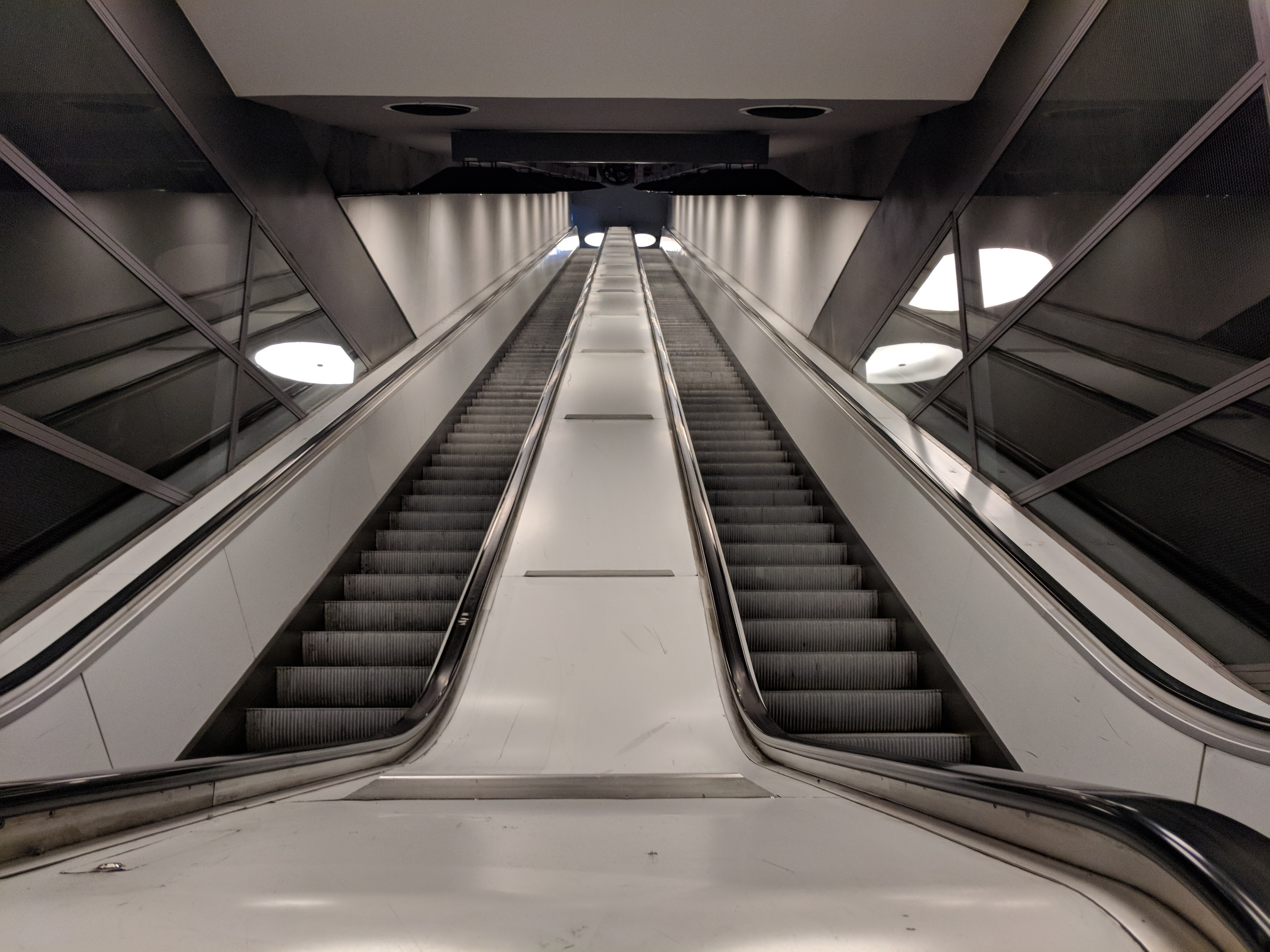
De roltrappen van/naar het perron.
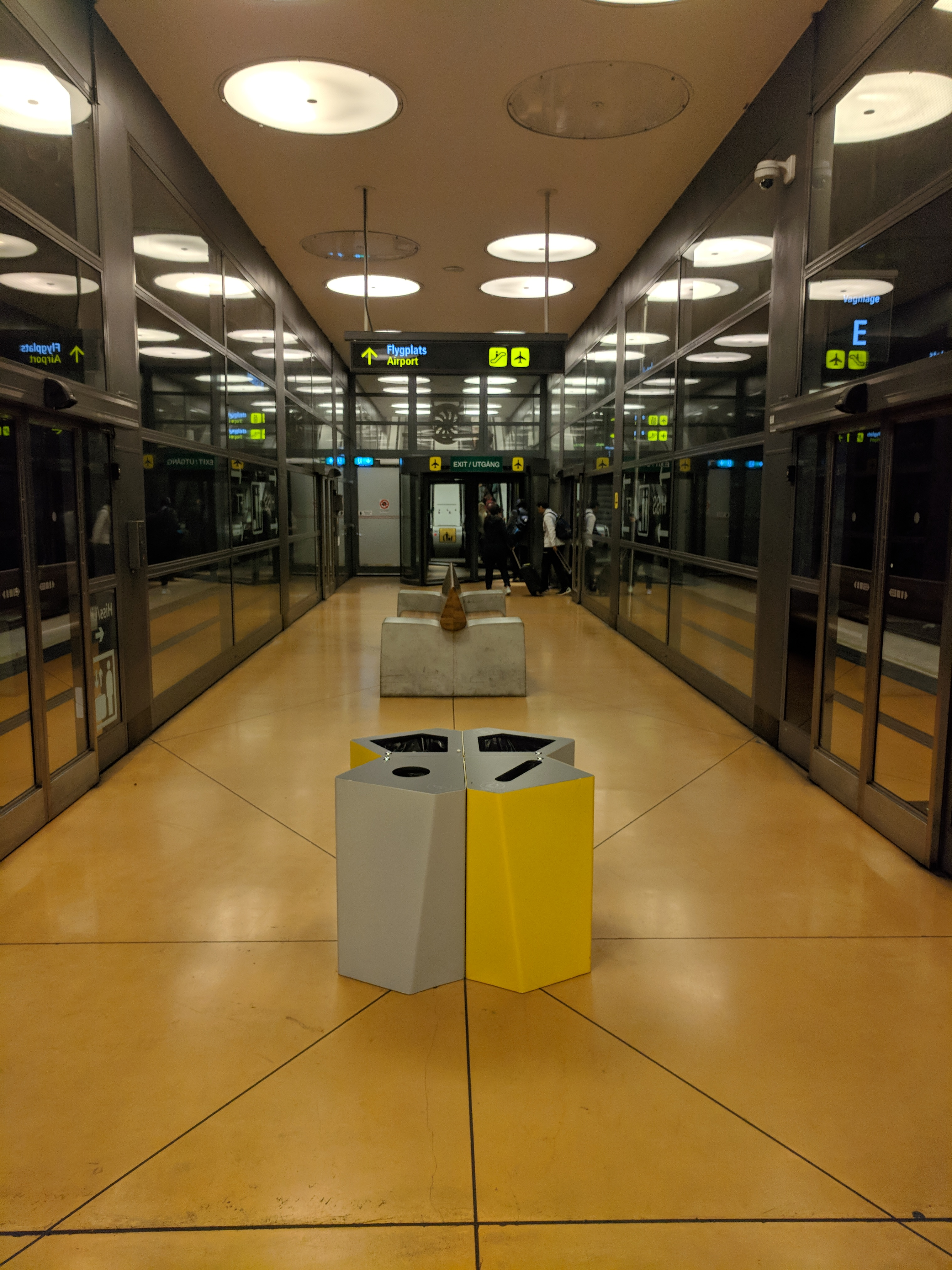
De wachtkamer.

## Ligging en inrichting
Het perron ligt in een kunstmatige grot onder het platform vlak voor de westgevel van Sky City, het winkelgebied tussen de terminals 4 en 5, op 39 km van het centrum van Stockholm. Vlak ten oosten van de tunnel waar het station in ligt, ligt een tweede tunnel met de stations Arlanda Noord en Arlanda Zuid die door de Arlanda Express wordt gebruikt. De ingang in Sky City is met roltrappen verbonden met een tussenverdieping die op zijn beurt met roltrappen verbonden is met de perrons. Rolstoelgebruikers kunnen de liften gebruiken tussen de ingang en de perrons.    